# Сподне Негоне
Сподне Негоне (на словенски: Spodnje Negonje) е село в Словения, Савински регион, община Рогашка Слатина. Според Националната статистическа служба на Република Словения през 2002 г. селото има 308 жители.